# Villeneuve (Gironda)
Villeneuve é uma comuna francesa na região administrativa da Nova Aquitânia, no departamento de Gironda. Estende-se por uma área de 4,63 km². Em 2010 a comuna tinha 402 habitantes (densidade: 86,8 hab./km²).